# 코헤데스주

코헤데스 주의 위치

코헤데스주(스페인어: Estado Cojedes)는 베네수엘라 중북부에 위치한 주로 주도는 산카를로스이며 면적은 14,800km2, 인구는 300,300명(2007년 기준)이다. 1864년에 신설되었으며 9개 지방 자치체를 관할한다. 북쪽으로는 야라쿠이 주와 카라보보 주, 남쪽으로는 바리나스 주, 동쪽으로는 과리코 주, 서쪽으로는 포르투게사 주, 라라 주와 접한다.  

## 같이 보기
- 베네수엘라의 주